# Symfonie nr. 1 (Boyer)
Peter Boyer voltooide zijn Symfonie nr. 1 in 2013.
Boyer schreef daarvoor voornamelijk programmamuziek of muziek met een centraal thema. De Pasadena Symphony bood hem per opdracht gelegenheid eens niet-programmatische muziek te schrijven en terug te keren aan het "oude" genre, de symfonie. Boyer wilde daarbij in principe wel voldoen aan de klassieke indeling van een vierdelig werk, maar toen de schetsen verzameld werden, bleek een driedelig opbouw beter uit te komen. Als uitgangspunt voor het werk werden diverse driedelige twintigste-eeuwse symfonieën genomen, zoals die van Jean Sibelius en Dmitri Sjostakovitsj. Voor de muziek wendde Boyer zich tot de Amerikanen Aaron Copland (Symfonie voor orgel en orkest, 1924) en Leonard Bernstein (Jeremiahsymfonie). Hij droeg het werk op aan de nagedachtenis van Bernstein.
De driedelige opzet:
- Prelude
- Scherzo/dance
- Adagio

De prelude valt in drie secties uiteen, een fuga, een aantal variaties daarop, uitwerking van het thema uit de fuga. Deel twee bestaat uit het klassieke scherzo, maar hier meer Amerikaans uitgewerkt, er is ook hier sprake van een driedeling (scherzo-trio-scherzo). Deel drie is de finale. Normaliter gaat de finale in een snel tempo, maar Boyer koos voor een (relatief) traag tempo. Thema’s werd uitgewerkt tot een stevig slot.
Boyer gaf zelf leiding aan de wereldpremière op 27 april 2013 met de Pasadena Symphony (een relatief onbekend symfonieorkest) in de volgende samenstelling:
- 1 piccolo, 2 dwarsfluiten, 2 hobo’s, 1 althobo, 2 klarinetten, 1 basklarinet, 2 fagotten, 1 contrafagot,
- 4 hoorns, 3 trompetten, 3 trombones, 1 tuba
- pauken, 4 a 5 man/vrouw percussie, harp, celesta
- violen, altviolen, celli, contrabassen.

Alhoewel de meningen over de symfonie overwegend positief waren, werd de symfonie in de jaren daaropvolgend niet opgepakt door een van de grotere Amerikaanse orkesten.